# Kunštát
Kunštát (německy Kunstadt) je město v okrese Blansko v Jihomoravském kraji, 18 km severozápadně od Blanska v Hornosvratecké vrchovině. Žije zde přibližně 2 900 obyvatel.

## Historie
První písemná zmínka o městě pochází z roku 1279 jako přídomek Kuny, jehož jméno je variantou germánského jména Konrád. V roce 1281 se zmiňuje jako Chuno de Chuonstat. Zakladateli města byli páni z Kunštátu. Hrad se písemně dokládá v roce 1360. V roce 1448 se stal majitelem zdejšího panství Jiří z Kunštátu a Poděbrad známý spíše jako Jiří z Poděbrad, který nechal i přebudovat hrad. V držení této rodiny byl Kunštát až do roku 1502. V roce 1529 přešel Kunštát od Vojtěcha z Pernštejna k Janu Černčickému z Kácova.
Roku 1674 bylo v městečku 50 domů, z toho 9 pustých. Roku 1755 zde bylo 72 domů. V roce 1834 šlo o 148 domů a 877 obyvatel. Roku 1900 v Kunštátě žilo 1188 obyvatel.

## Geografie

### Přírodní poměry
Samotné město leží uvnitř přírodního parku Halasovo Kunštátsko, v jeho okolí se dále nachází Přírodní park Lysicko a Přírodní park Svratecká hornatina.
Na území bývalé zámecké obory se rozkládá přírodní památka Kunštátská obora.

### Vodstvo

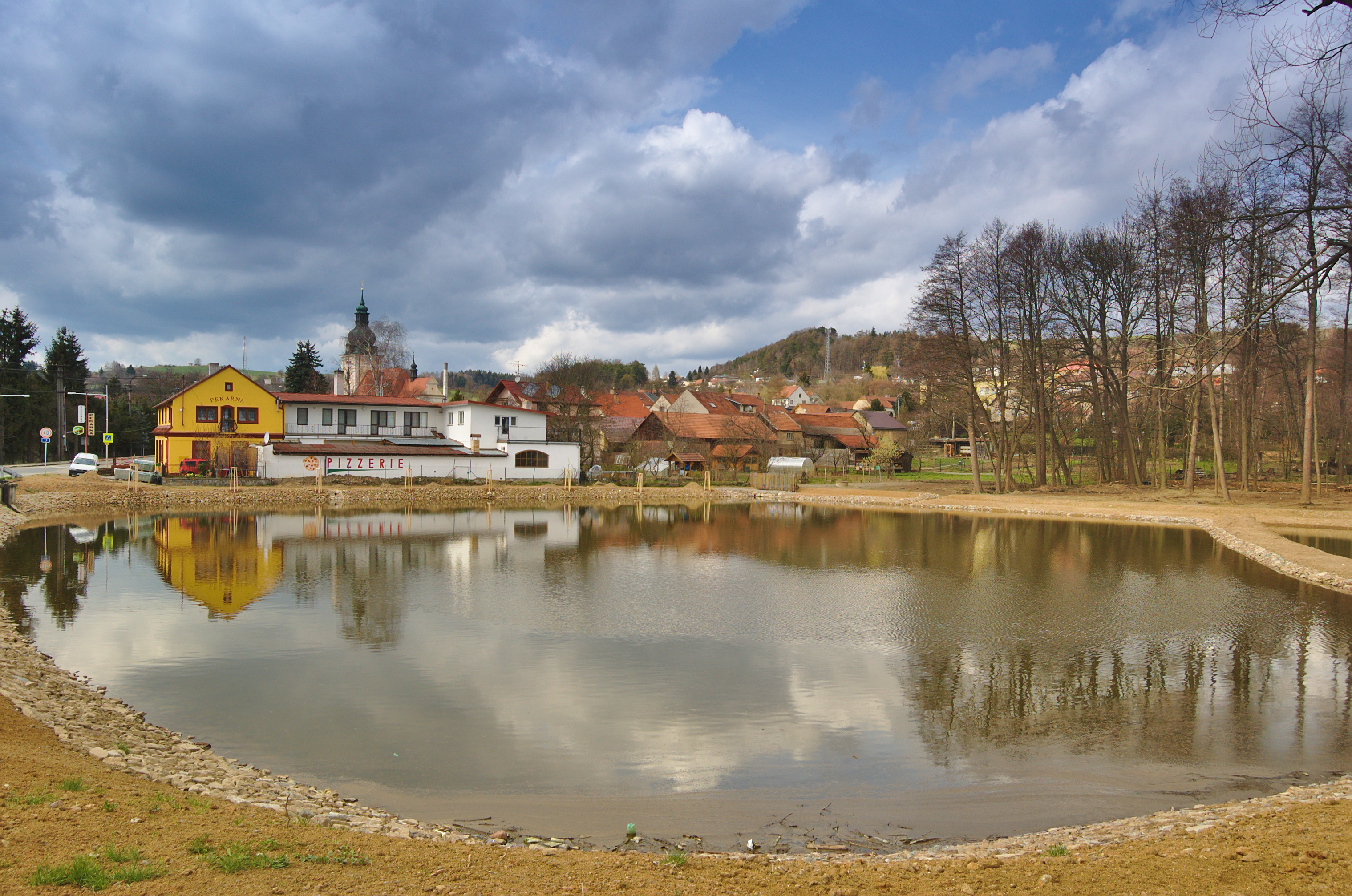
Rybník na Kunštátském potoce

Městem protéká Kunštátský potok, který je částečně sveden do potrubí. Blízko náměstí vodou zásobuje rybník. V západní části města u hranic s místní částí Sychotín se Kunštátský potok vlévá do říčky Petrůvka.
Východně od města pramení Újezdský potok.

## Obecní správa

### Části města
- Kunštát (k. ú. Kunštát na Moravě)
- Hluboké u Kunštátu (k. ú. Hluboké u Kunštátu)
- Rudka (k. ú. Rudka u Kunštátu)
- Sychotín (k. ú. Sychotín)
- Touboř (k. ú. Touboř)
- Újezd (k. ú. Újezd u Kunštátu)

## Průmysl

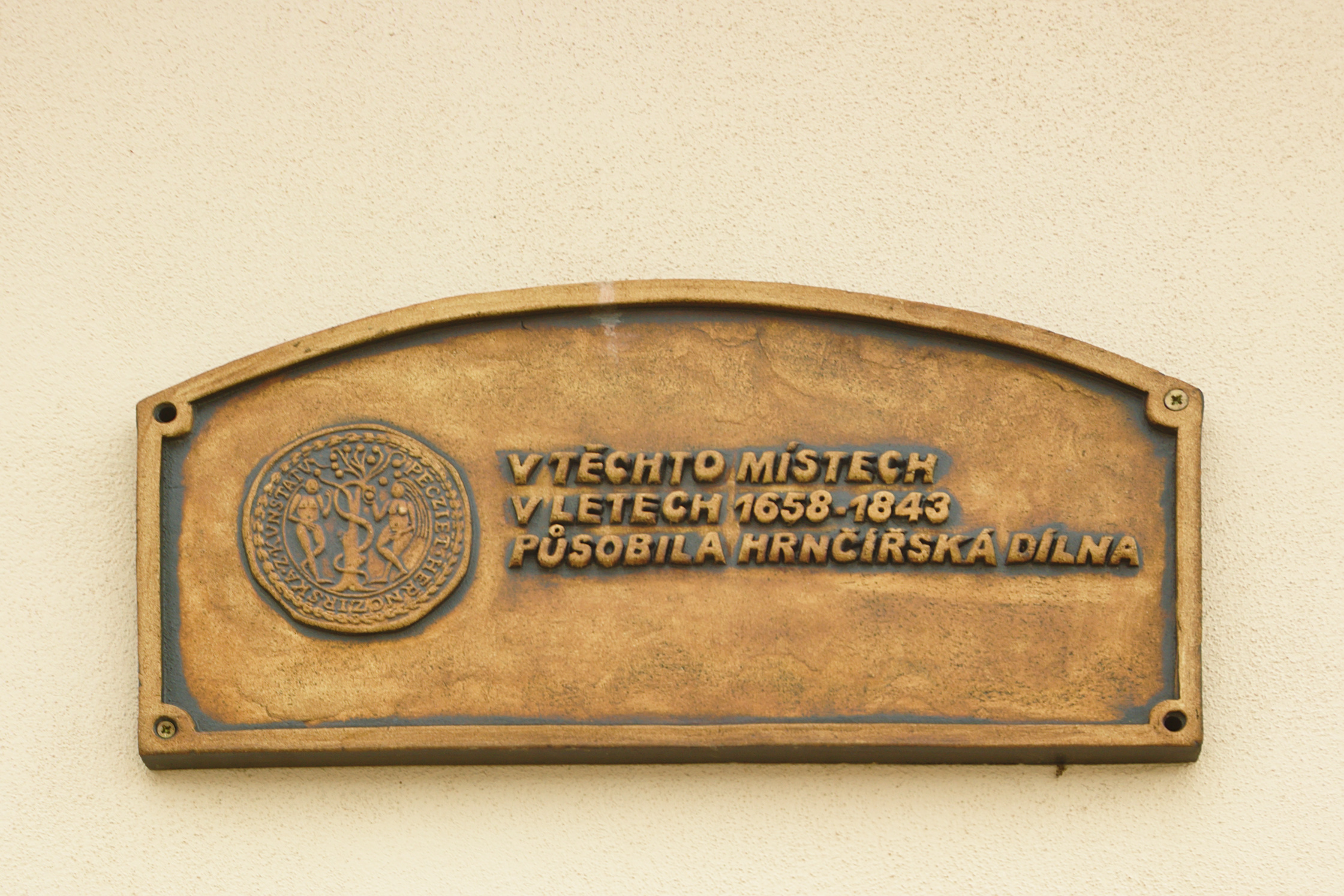
Plaketa připomínající místo působení hrnčířské dílny

Dlouho historii má ve městě hrnčířství, které se začalo provozovat již nedlouho po vzniku města. Roku 1620 byl schválen vznik cechu, kdy se dohromady spojilo deset místních hrčířů. Svého vrcholu dosáhlo řemeslo ve městě v 19. století, kdy se vyváželo do zahraničí. Od roku 1990 bylo na tradici navázáno vznikem drobných dílen a od roku 1993 se ve městě pořádají tradiční hrnčířský jarmark.

## Sport a spolkový život
Ve městě působí několik sportovních celků a spolkových sdružení: Divadelní ochotnický soubor LMD, Fotbalový klub FK Kunštát, Hokejový klub HC Kunštát, Hokejový klub HK Kunštát, Jezdecký klub, Klub malé kopané Újezd, Klub stolního tenisu, Motokrosový klub Kunštát, Motosport CZ, Orel Kunštát, SKI Club Kunštát, Sportovní klub malé kopané HRK Rudka, Tenisový klub Kunštát a Šachový klub.
K dispozici jim je Městská sportovní hala.

#### Základní organizace Českého zahrádkářského svazu Kunštát
Počátky činnosti svazu lze hledat v 1. polovině 20. století. V roce 1901 byla pořádána výstava ovoce v Kunštátu, v roce 1925 proběhl vzdělávací kurz pro ženy atd. V roce 1957 vznikl Československý zahrádkářský a ovocnářský svaz s místní organizací v Kunštátu. V roce 1979 byl přejmenován na Český zahrádkářský svaz. V roce 1993 členové uspořádali zájezd na Náchodsko, v roce 1997 do Lysé nad Labem atd. Dnes členové svazu pořádají výstavy ovoce a zeleniny, výlety a  zájezdy a další vzdělávací činnost.

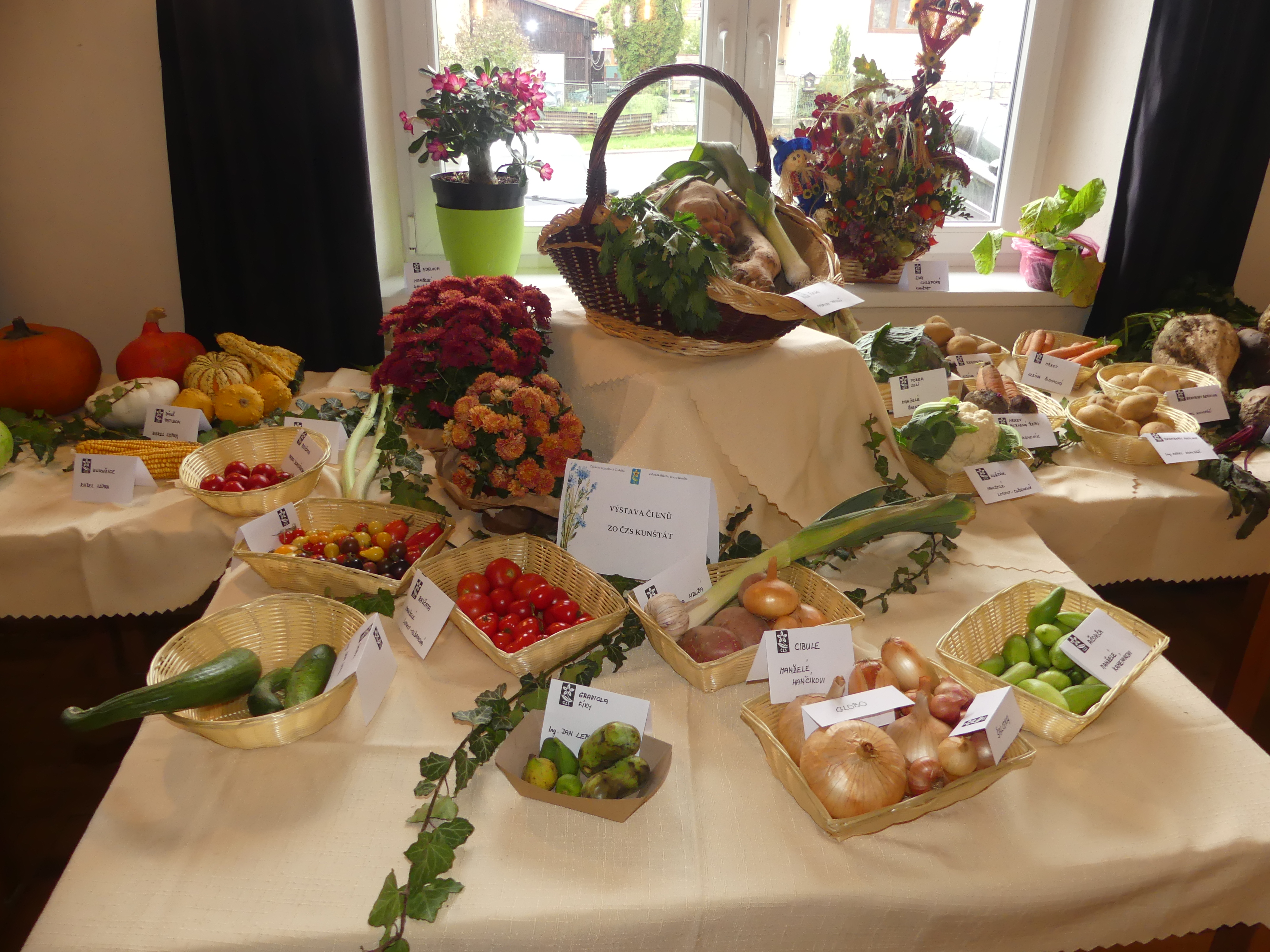
Výstava ovoce a zeleniny v Kunštátu (r. 2024).

Předsedové svazu: Vítek Vilém (1957 - 1965), Prášil Zdeněk (1965 - 1970), Trejbal Lumír ing. (1970 - 2007), Čoupek Ivan ing. (2008 - 2019), Štěrba Josef (2019 - 2024), Olšanová Michaela (od roku 2024).

## Pamětihodnosti
- Kunštátská obora – jihovýchodně od města.
- zámek Kunštát přebudovaný z původního hradu v 16. století.
- kostel svatého Stanislava – ze 17. století s historickými kovovými dveřmi.[8]
- kostel svatého Ducha – hřbitovní kostel z roku 1738.
- pamětní desky věnované Janu Tenorovi, Františku Halasovi, Klementu Bochořákovi a Ludvíku Kunderovi.
- Socha Jiřího z Poděbrad
- Jeskyně Blanických rytířů – umělá pískovcová jeskyně v obci Rudka
- Burianova rozhledna na Milence

## Osobnosti
- Jiří z Poděbrad (1420–1471), český král
- Jan Černčický z Kácova (cca 1460–1550), český šlechtic, majitel města
- Jakub Petrozelín Kunštátský (1571–1633), duchovní, spisovatel, pobělohorský exulant
- Klemens Barchanek (1845–1923), matematik, autor německojazyčných učebnic geometrie
- Kuneš Kunz (1846–1890), organizátor českojazyčných škol a kulturních spolků v Brně, čestný občan Kunštátu
- Jan Tenora (1863–1936) – historik a spisovatel, sepsal knihu Dějiny městečka Kunštátu
- Františka Leopoldina Marie von Coudenhove – Hornisch – s. M. Anežka (1892–1977), Těšitelka a zakladatelka kláštera Těšitelek v Argentině
- Klement Bochořák (1910–1981), básník
- František Halas (1901–1949), básník. Pohřben na městském hřbitově. Čestným občanem jmenován v roce 1945.
- Jan Marius Tomeš (1913–2010), básník a historik. Čestným občanem jmenován v roce 1999.
- Ludvík Kundera (1920–2010), básník, dramatik a překladatel. Strávil zde své dětství a často se sem vracíval. Čestným občanem jmenován v roce 1998. Pohřben na městském hřbitově.
- Stanislav Rolínek (1902–1931), sochař podzemních blanických rytířů a největší sochy T. G. Masaryka v Evropě
- František Burian (1876–1943), kunštátský starosta, nechal postavit rozhlednu na kopci Milenka (Burianova rozhledna)
- Ladislav Kubíček (1926–2004), kněz mučedník, prezident litoměřické diecézní charity, pohřben na místním hřbitově

## Turistika
Městem prochází  modrá turistická značka na trase Letovice, Kunštát, Tišnov, Veverská Bítýška, Velká Bíteš, Ořechov, Třebíč.
Na náměstí začíná  červená turistická trasa, která dále pokračuje jižně směrem Hluboké u Kunštátu, Tasovice, Hodonín, Skorotice.
 Zelená turistická značka začíná taktéž na náměstí, ale vydává se severně ve směru Nýrov, Jasinov, Vranová a Křetín.
Ve městě je vyznačená  naučná stezka, která vede kolem zámku a skrze přírodní památku Kunštátská obora.

## Galerie

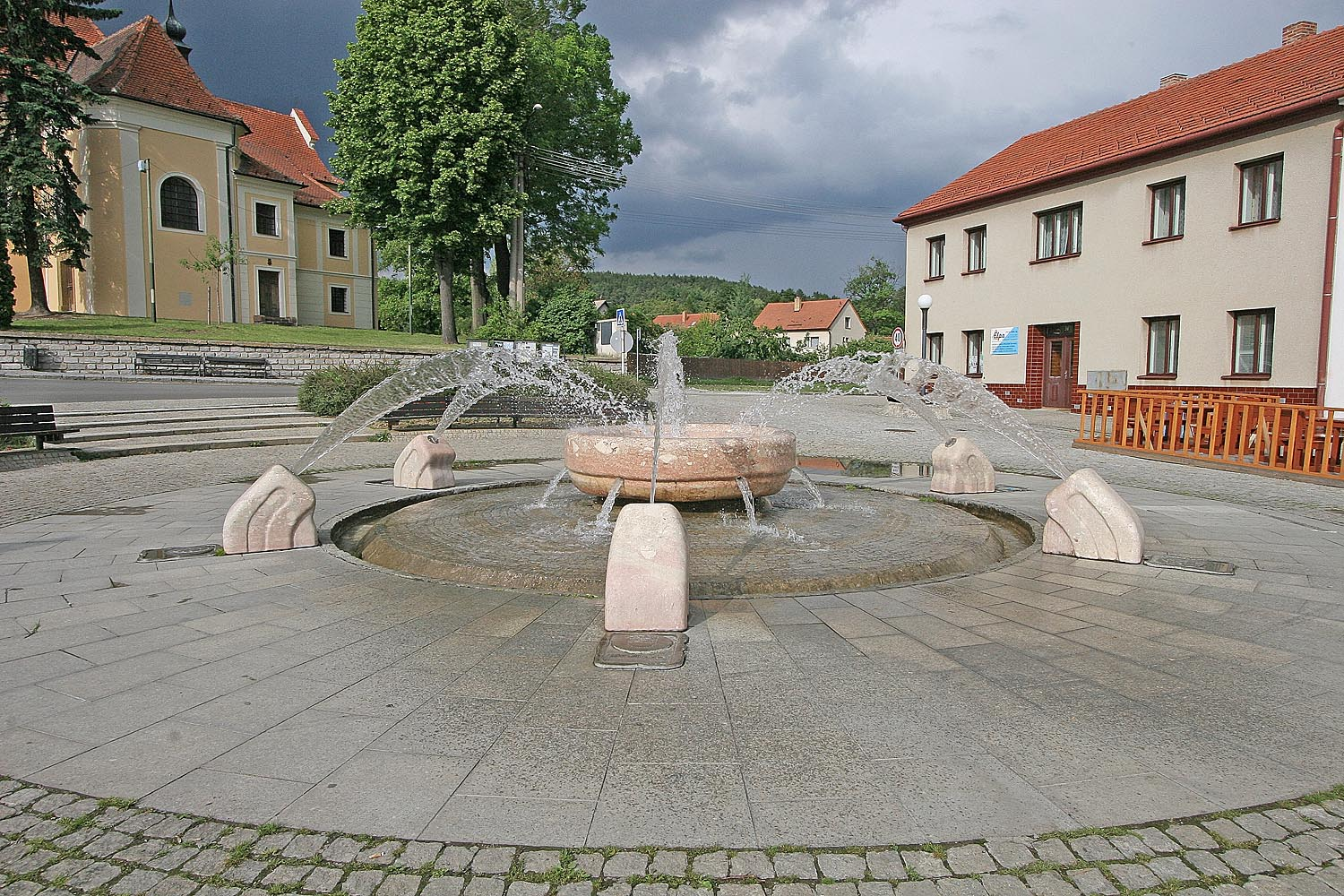
Fontány na náměstí Krále Jiřího
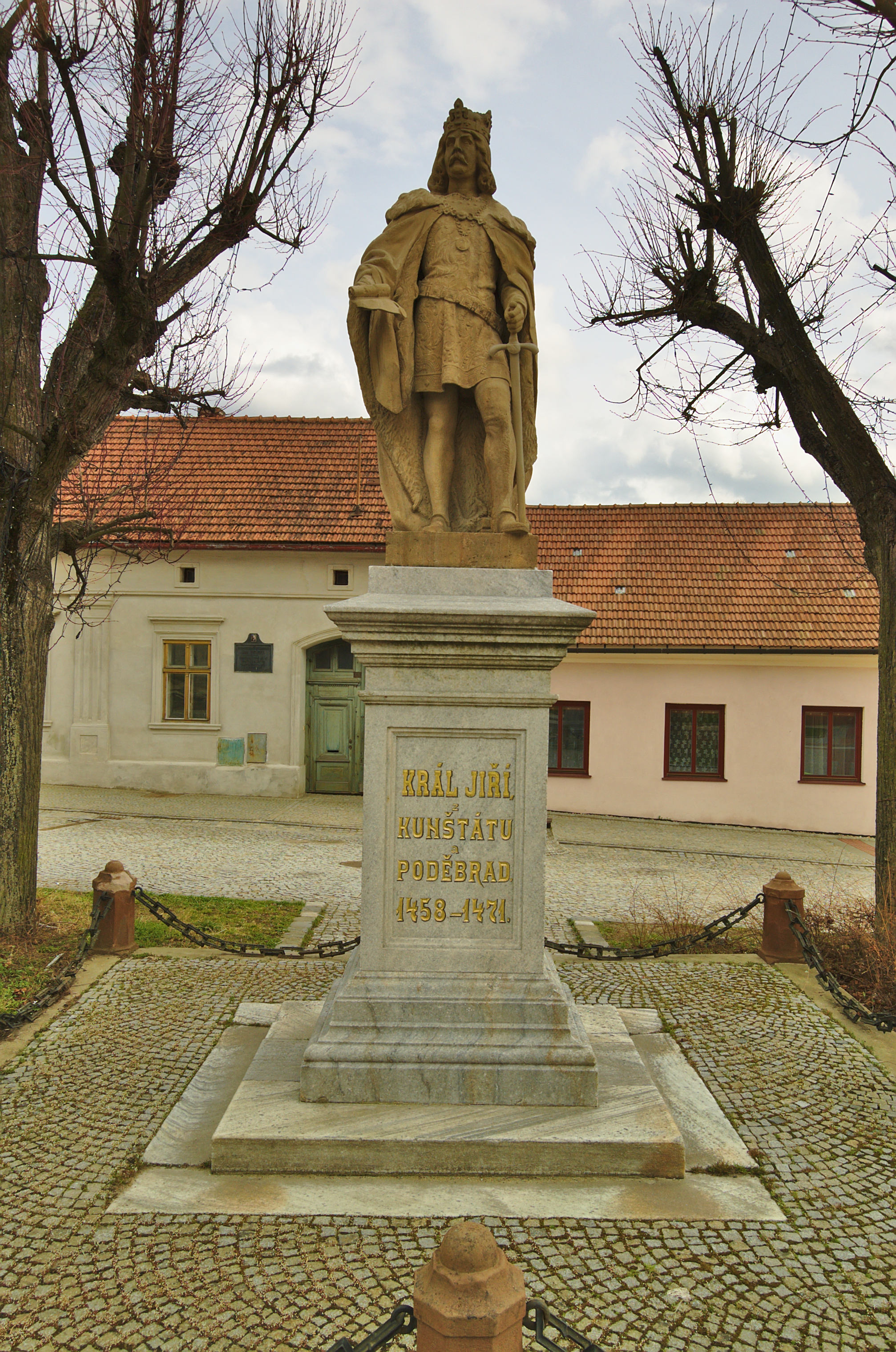
Socha Jiřího z Poděbrad na náměstí Krále Jiřího
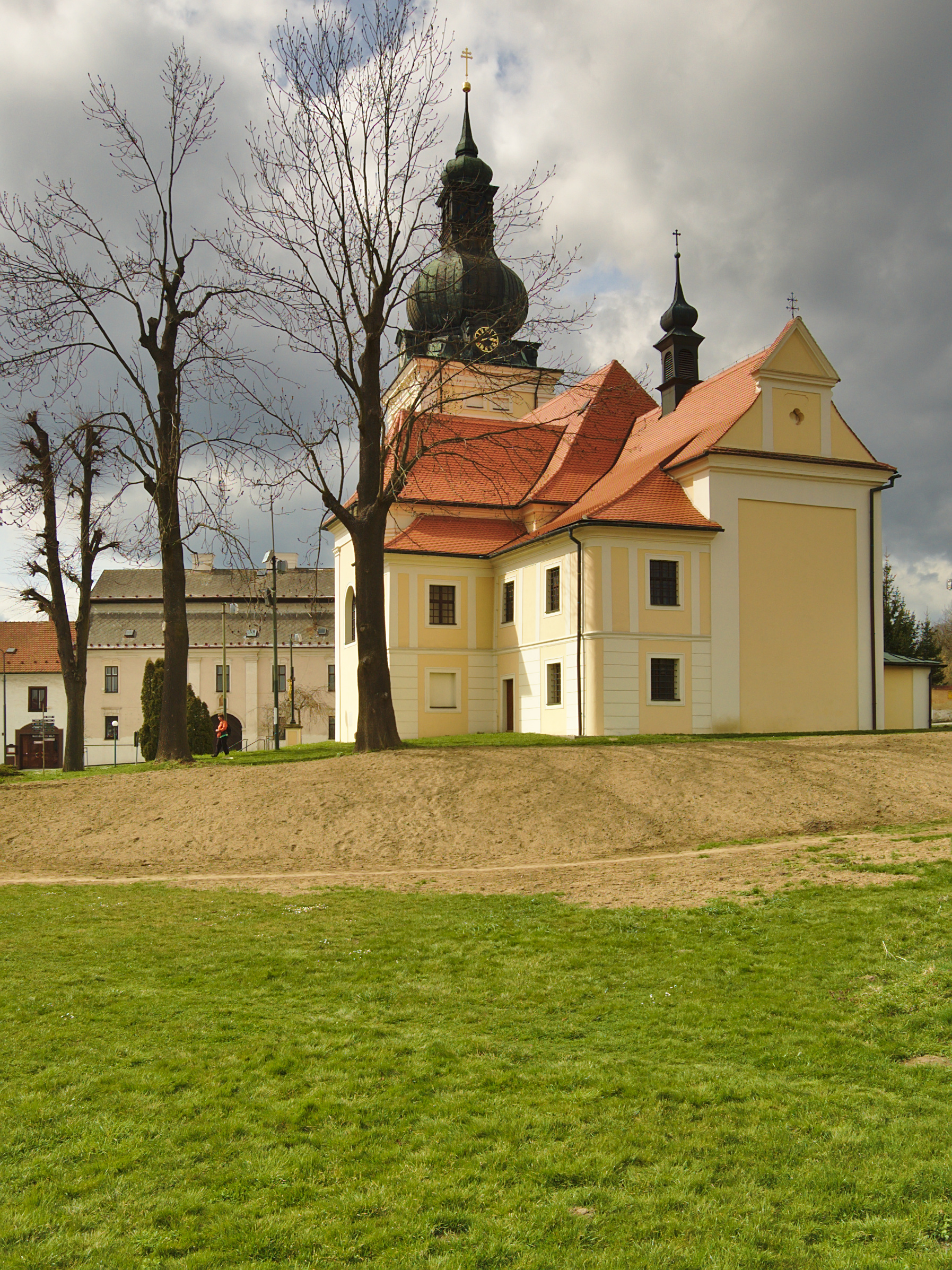
Kostel svatého Stanislava
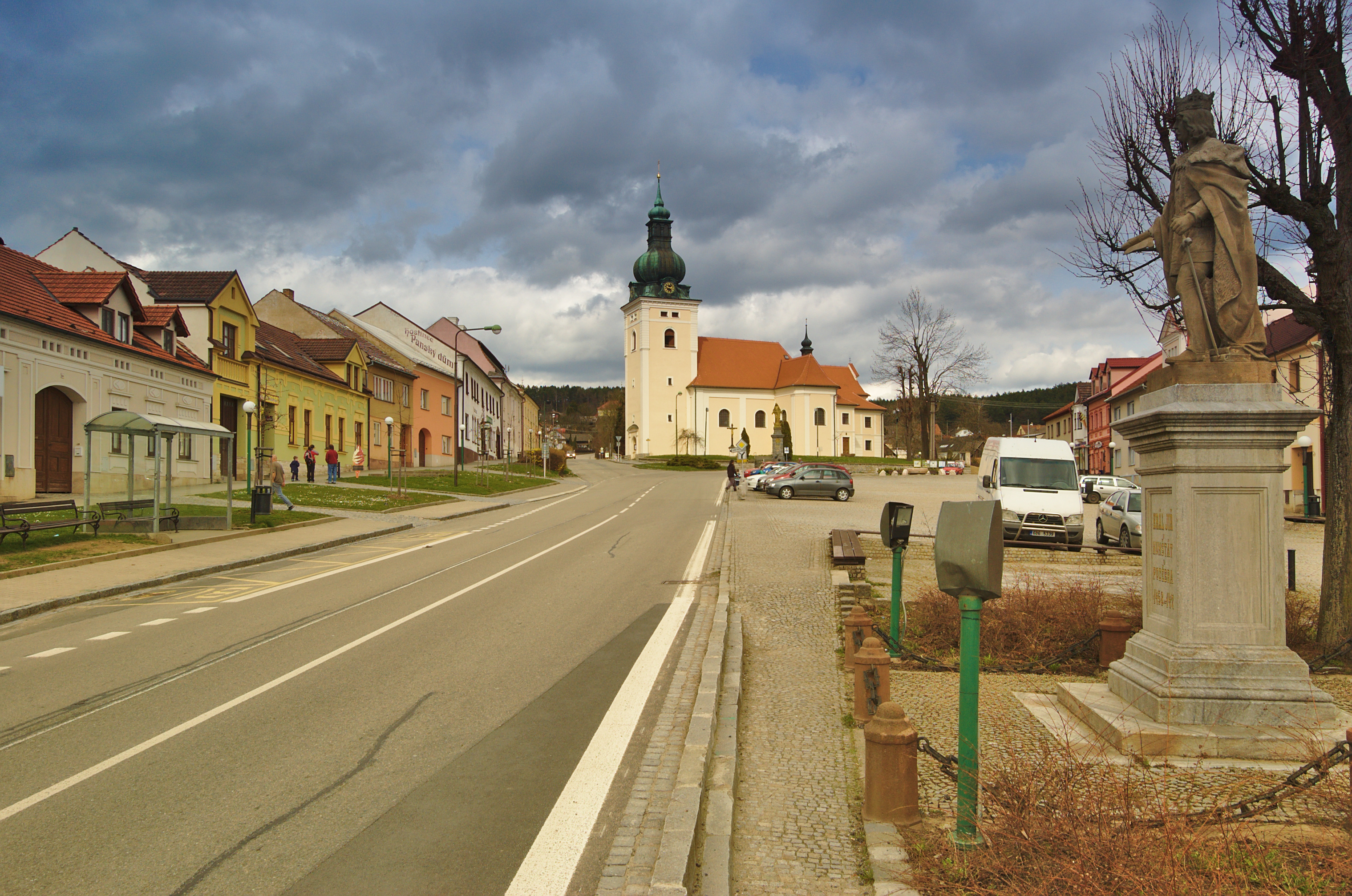
Náměstí Krále Jiřího
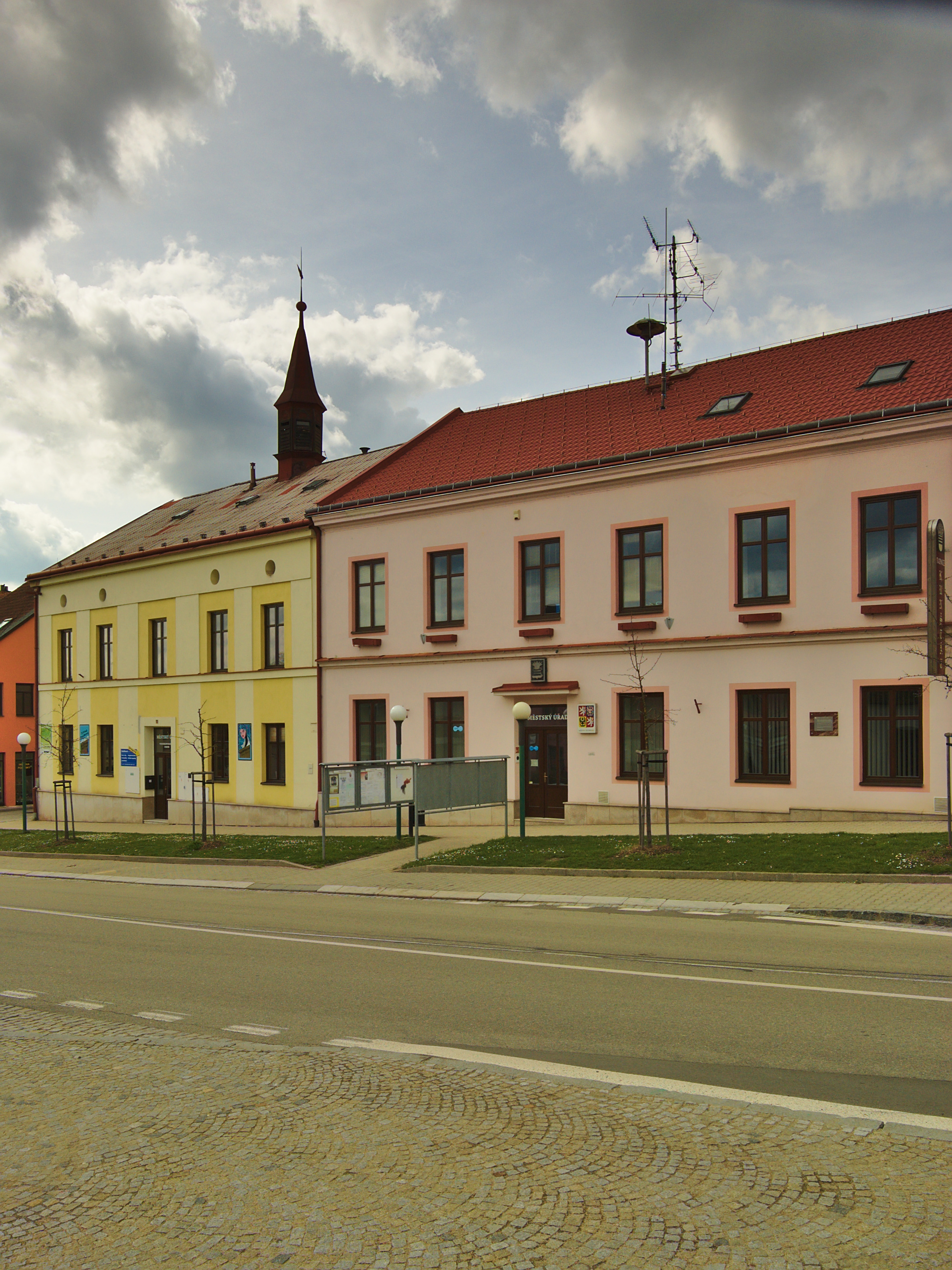
Městský úřad
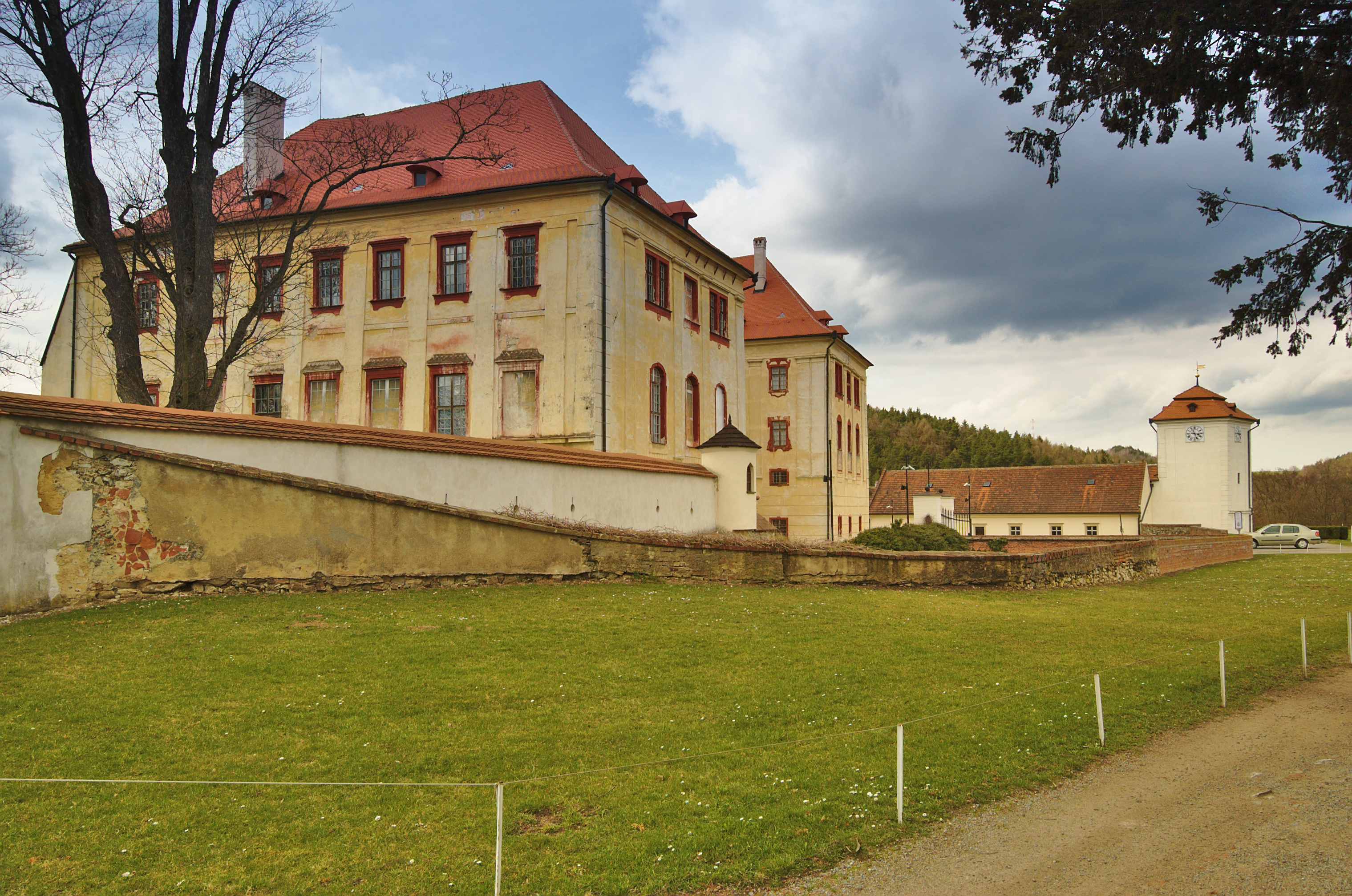
Zámek Kunštát
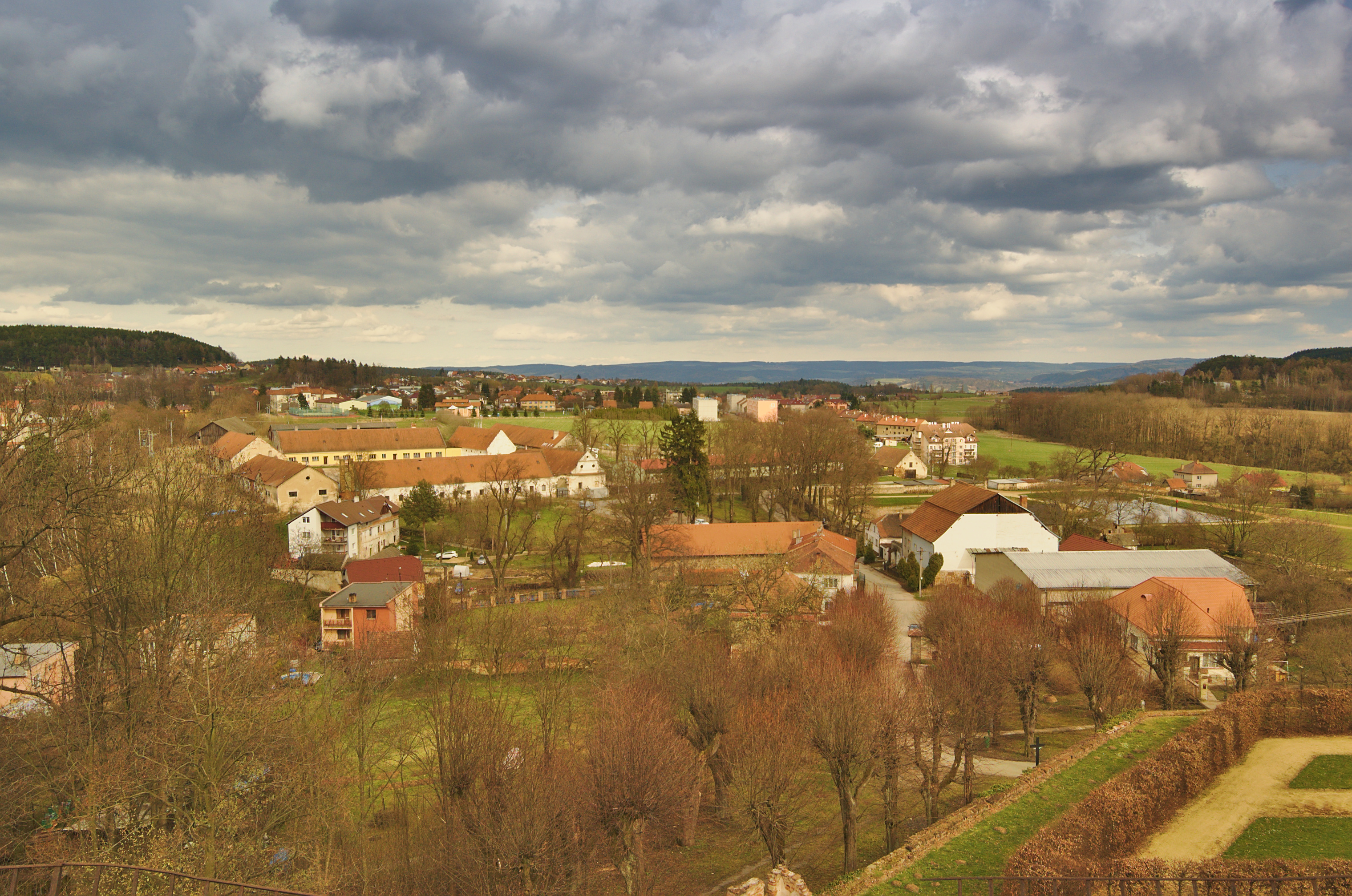
Pohled na podzámčí